# 8941 Junsaito
8941 Junsaito (1997 BL2) là một tiểu hành tinh nằm phía ngoài của vành đai chính được phát hiện ngày 30 tháng 1 năm 1997 bởi T. Kobayashi ở Oizumi.